# Карниэль, Данте
Данте Карниэль (итал. Dante Carniel, 1890—1958) — итальянский фехтовальщик-рапирист, чемпион мира.

## Биография
Родился в 1890 году в Триесте. В 1924 году принял участие в Олимпийских играх в Париже, где в составе команды занял 4-е место в первенстве на рапирах. В 1929 году завоевал золотую медаль Международного первенства по фехтованию в Неаполе (в 1937 году Международная федерация фехтования задним числом признала все проходившие ранее Международные первенства по фехтованию чемпионатами мира).